# Ruta del Cister

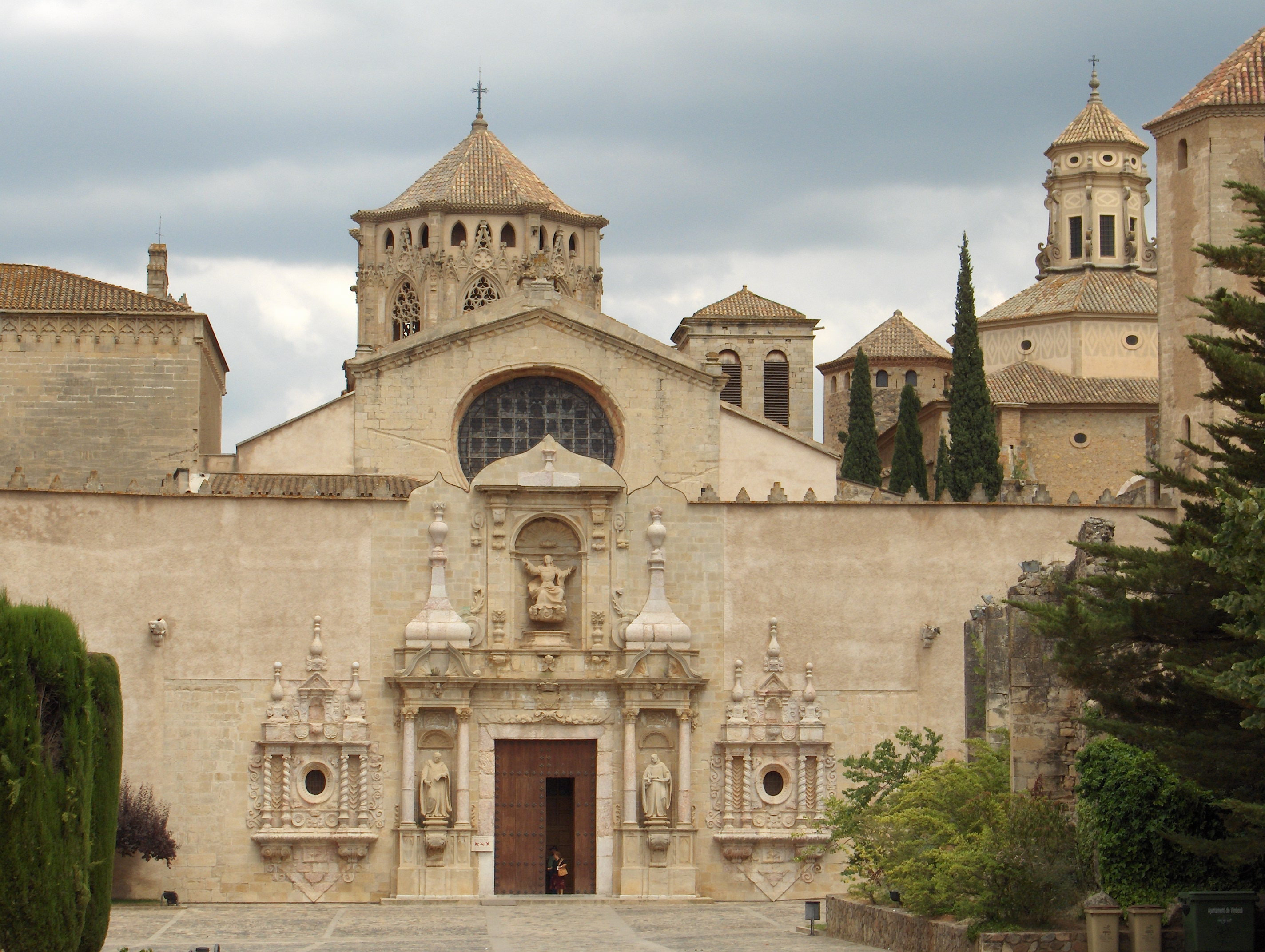
Monestir de Poblet

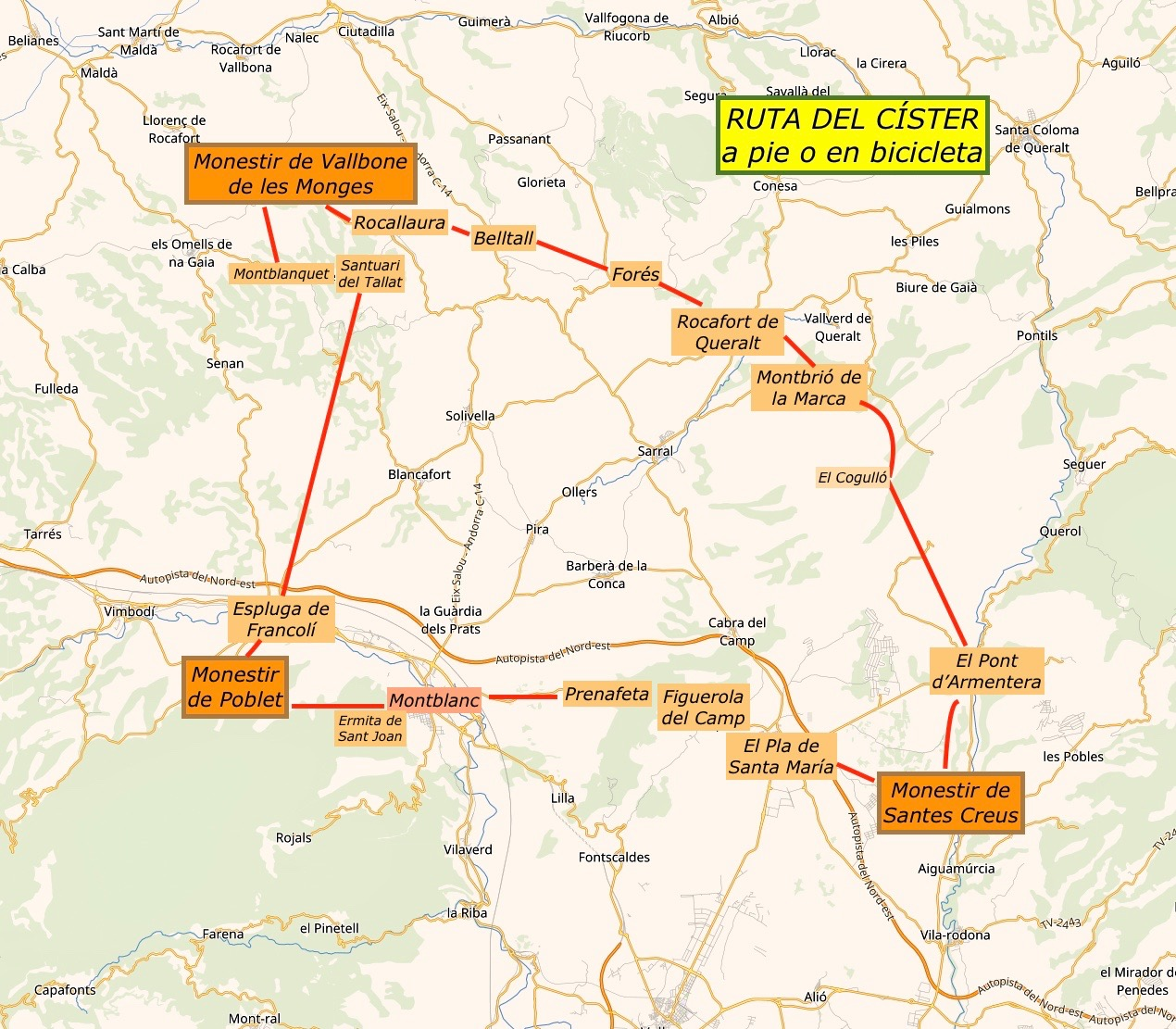
Aproximació de la Ruta del Cister per fer a peu o en BTT

La Ruta del Cister és una zona de Catalunya vertebrada pels tres monestirs cistercencs existents al país: el de Santa Maria de Vallbona (a Vallbona de les Monges, a l'Urgell), el de Poblet (al municipi de Vimbodí i Poblet, a la Conca de Barberà) i el de Santes Creus (a Santes Creus, dins el municipi d'Aiguamúrcia, a l'Alt Camp).
La denominació Ruta del Cister va ser encunyada l'any 1989 amb la idea de potenciar el turisme en aquestes tres comarques i, amb aquesta finalitat, diversos indicadors de les carreteres, els senders i les poblacions d'aquesta àrea inclouen el logotip de la Ruta. Des dels monestirs, un dels atractius principals de la zona, es pot arribar fàcilment a diversos indrets amb una gran riquesa en gastronomia, artesania, arquitectura, paratges naturals, etc.
El Sender de gran recorregut GR 175, en la Ruta del Cister, forma part de la Xarxa de Senders senyalitzats d'Europa. Disposa de rutes que es poden realitzar a peu, així com variants per a bicicleta de muntanya. Part del seu recorregut transcorre pel Parc Natural de Poblet.